# 下田市立白浜小学校
下田市立白浜小学校（しもだしりつ しらはましょうがっこう）は、静岡県下田市にある市立小学校。所在地は下田市白浜1324-1。

## 概要
静岡県下田市白浜地区にある小学校。開校時から数えて現在は、3代目となる校舎である。白浜小学校には、「愛児の会」と呼ばれる組織が存在し、学校と一体となり教育に力を入れている。

## 沿革
白浜小学校の沿革は下記の通り。
- 1873年（明治6年） - 変雍舎設立 長田寺を以て校舎に使用 知新館分校にして上下等全科を置く
- 1875年（明治8年） - 入徳舎と改名 公立小学にて一等教則上下全科目置く
- 1878年（明治11年） - 白浜学校と改名 木造瓦葺86.5坪 高浜に新築
- 1882年（明治15年） - 村立白浜と校名変更
- 1887年（明治20年） - 新民尋常小学校白浜分校と校名変更 尋常科4学年を置く
- 1889年（明治22年） - 浜崎尋常小学校白浜分校と校名変更
- 1892年（明治25年） - 白浜村立白浜尋常小学校と校名変更 尋常科4学年・補習科3学年を置く
- 1896年（明治29年） - 浜崎村立白浜尋常高等小学校と校名変更 現在地に新築 尋常科4学年・高等科2学年を置く 高等小学科1年を仮設
- 1903年（明治36年） - 補習科を廃止し、高等科を4年程度に延長
- 1908年（明治41年） - 義務年限6年となり、尋常科6か年・高等科2か年・高等科修業年限3か年延長の許可される
- 1922年（大正11年） - 木造瓦葺90坪増築
- 1923年（大正12年） - 高等科3年を2か年に短縮許可あり
- 1927年（昭和2年） - 校舎大改造築680.25坪
- 1937年（昭和12年） - 講堂の新築完成
- 1941年（昭和16年） - 白浜村立国民学校と改称 初等科6年・高等科2年
- 1947年（昭和22年） - 白浜村立白浜小学校と改称 6年制となる 木造瓦葺102坪消失
- 1948年（昭和23年） - 木造瓦葺93.5坪新築
- 1954年（昭和29年） - 木造瓦葺93.5坪修築
- 1955年（昭和30年） - 町村合併により下田町立白浜小学校と改称
- 1960年（昭和35年） - 学校給食開始 給食室17坪を新築
- 1961年（昭和36年） - 校歌制定、発表会を開催
- 1971年（昭和46年） - 市制施行により下田市立白浜小学校と改称
- 1973年（昭和48年） - 伝統的PTA活動の実績により文部大臣の表彰をうける

## 歴史

### 変雍舎時代
1873年（明治6年）、寺に白浜小学校の前身となる変雍舎（へんようしゃ）ができる。変雍舎の名前は、「書経」の一文からとられている。1875年（明治8年）9月には、入徳舎に名前が変わった。

### 高浜学校時代
1878年（明治11年）に高浜に校舎を新築、白浜学校に名前が変わった。コの字型の校舎であったが、1895年（明治28年）に多量の砂の重みで天井が落ちてしまった。授業中に落下したので指に軽いけがをした人もいた。

### 白浜小学校

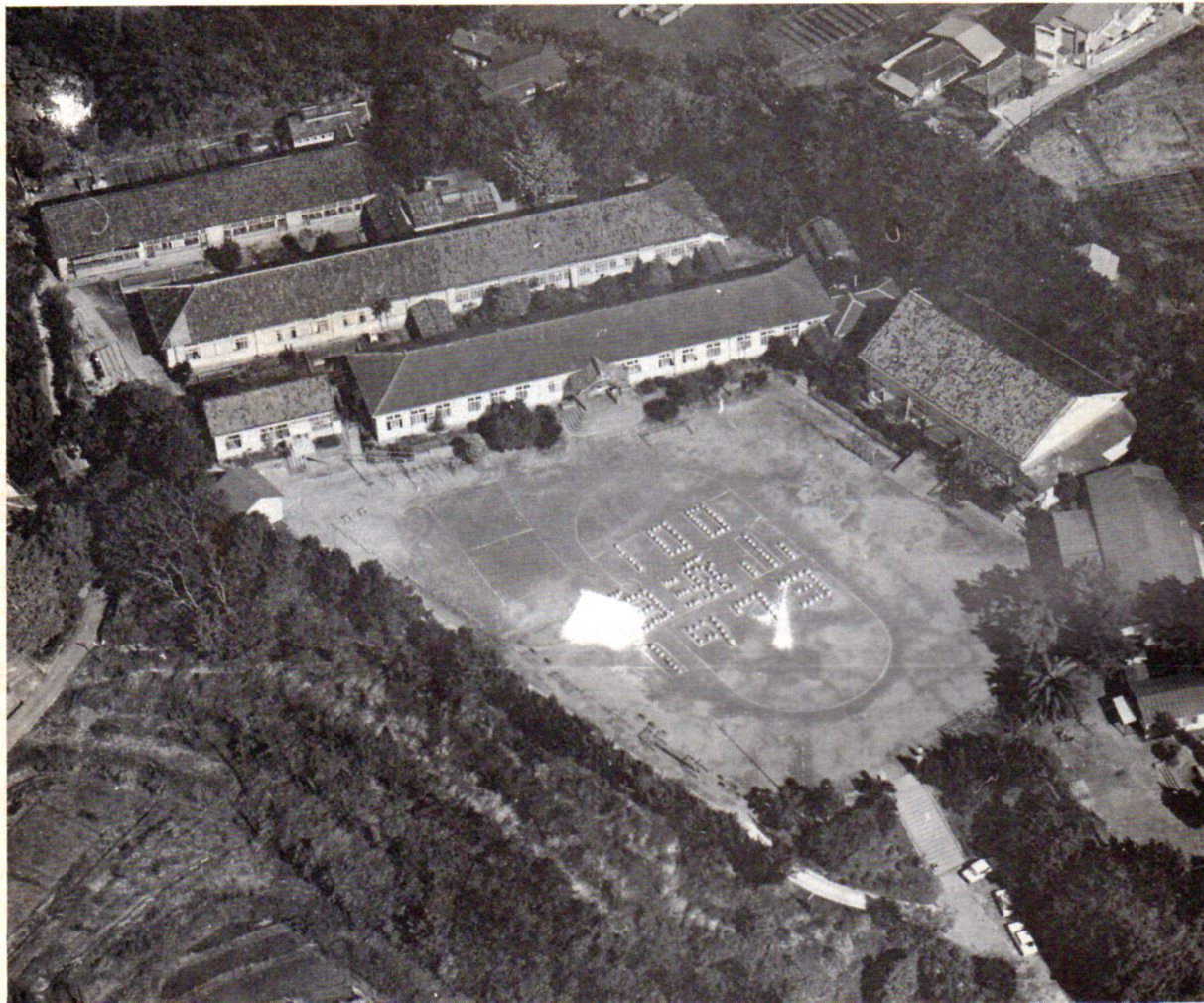
1973当時の校舎写真

1896年（明治29年）、校舎を新築。1937年（昭和12年）に木造の講堂が建設される。1947年（昭和22年）火災にて小学校の一部と中学校が全焼。1949年（昭和24年）、中学新築。1979年度（昭和54年度）、現校舎が建築される。

## PTA活動

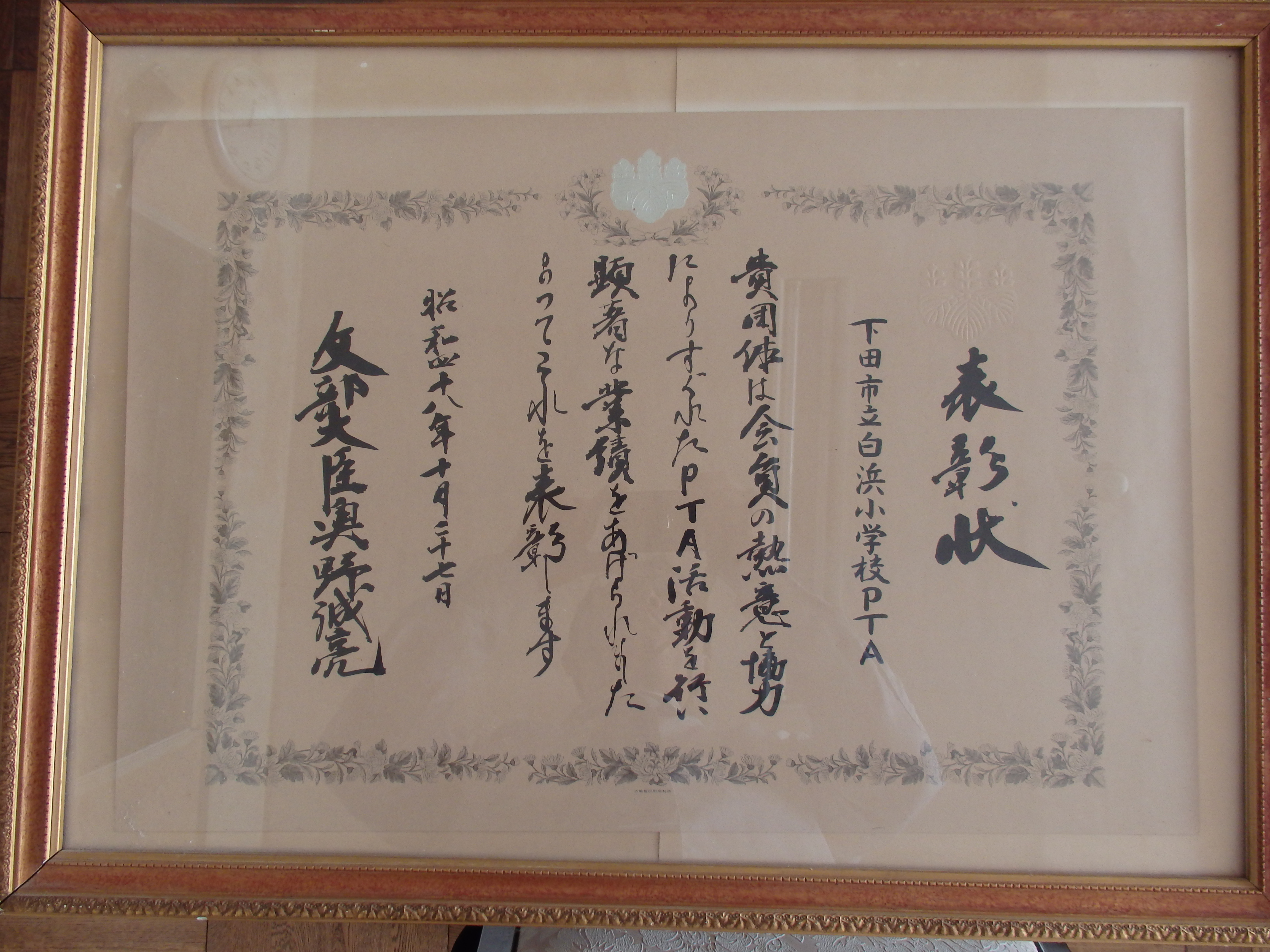
白浜小学校のPTA活動が文部大臣賞を受賞した際の賞状。

「愛児の会」と呼ばれるPTA活動が行われている。
1947年（昭和22年）7月30日「愛児の会」準備会を開催、同年8月16日設立総会、同年「愛児の会」創設。1950年（昭和25年）7月14日「愛児の会」研究発表会、同年11月3日静岡県表彰、1963年（昭和38年）静岡県教育委員会表彰、1968年（昭和43年）静岡県PTA連絡協議会から表彰。1973年（昭和48年）、二十有余年の活動が認められ文部大臣から表彰される。
2017年（平成29年）現在の組織はPTAは会長、副会長、地区長（各地区より1名計3名）、「愛児の会」6組より役員2名ずつとなっている。「愛児の会」は2017年（平成29年）現在、原田区に3組、長田区1組、板戸区1組、板見地区に1組の計6組となっている。「愛児の会」の主な行事は、5月に砂の造形、2月に菓子撒き（節分）、8月に奉仕作業（校舎周りの草刈り）、11月に旅行、12月にクリスマス会、年に2回の廃品回収がある。

### 岩石園
1966年（昭和41年）、土屋恭一先生の勧奨を受けPTA常任委員会にて造園を決定。
1967年（昭和42年）PTA役員と地区長らが白浜漁協のトラックと乗用車を使い河津川流域へ第一回岩石集めを実施。初景滝近くから玄武岩、奥原区鉢山の北側の谷間から石灰岩、沢田の石丁場から凝灰岩などを集め校庭の一角に配置し「岩石園」とした。

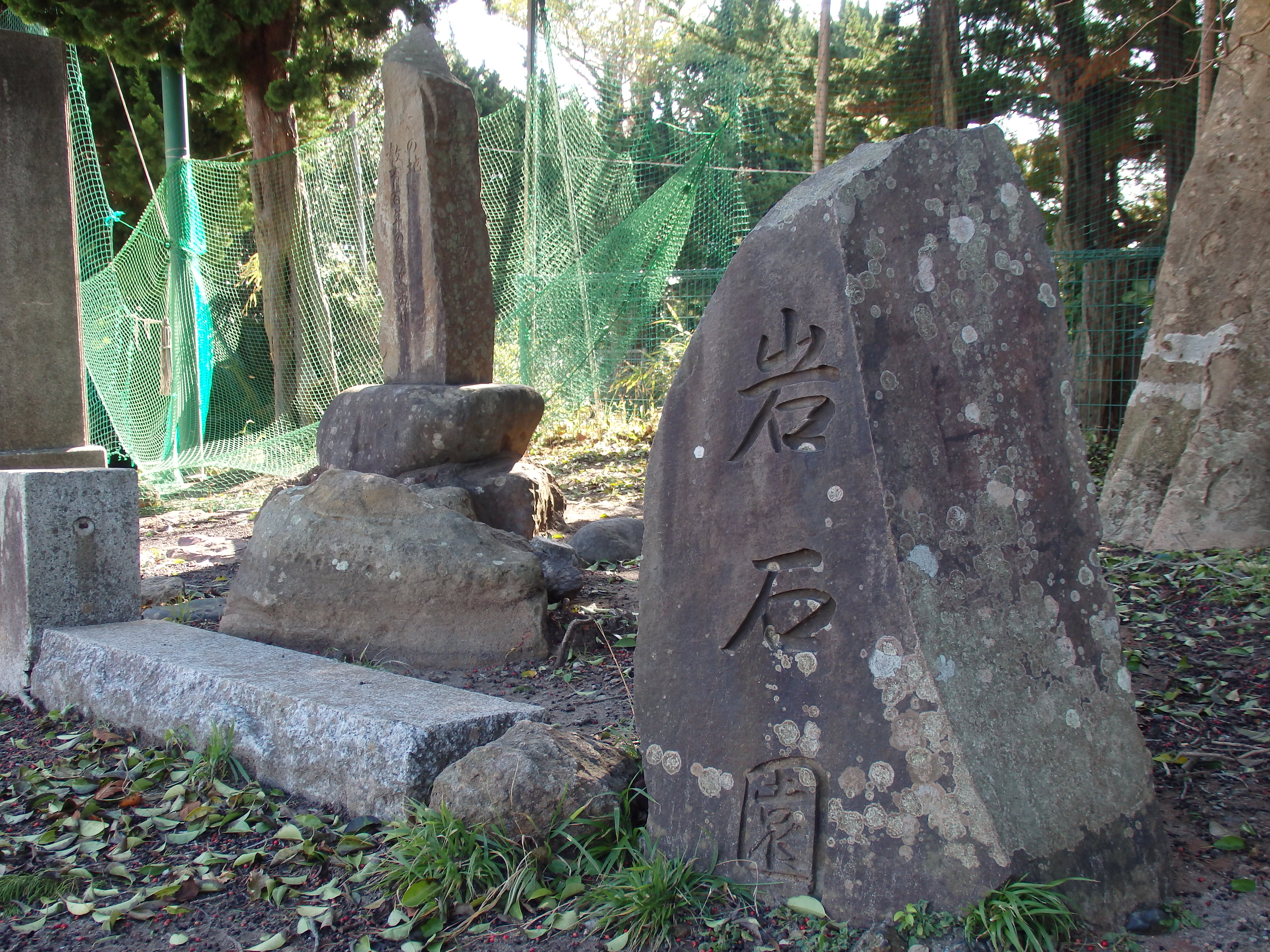
子供達に地域の岩を教えるために集めた岩石園

### 教育100年記念碑

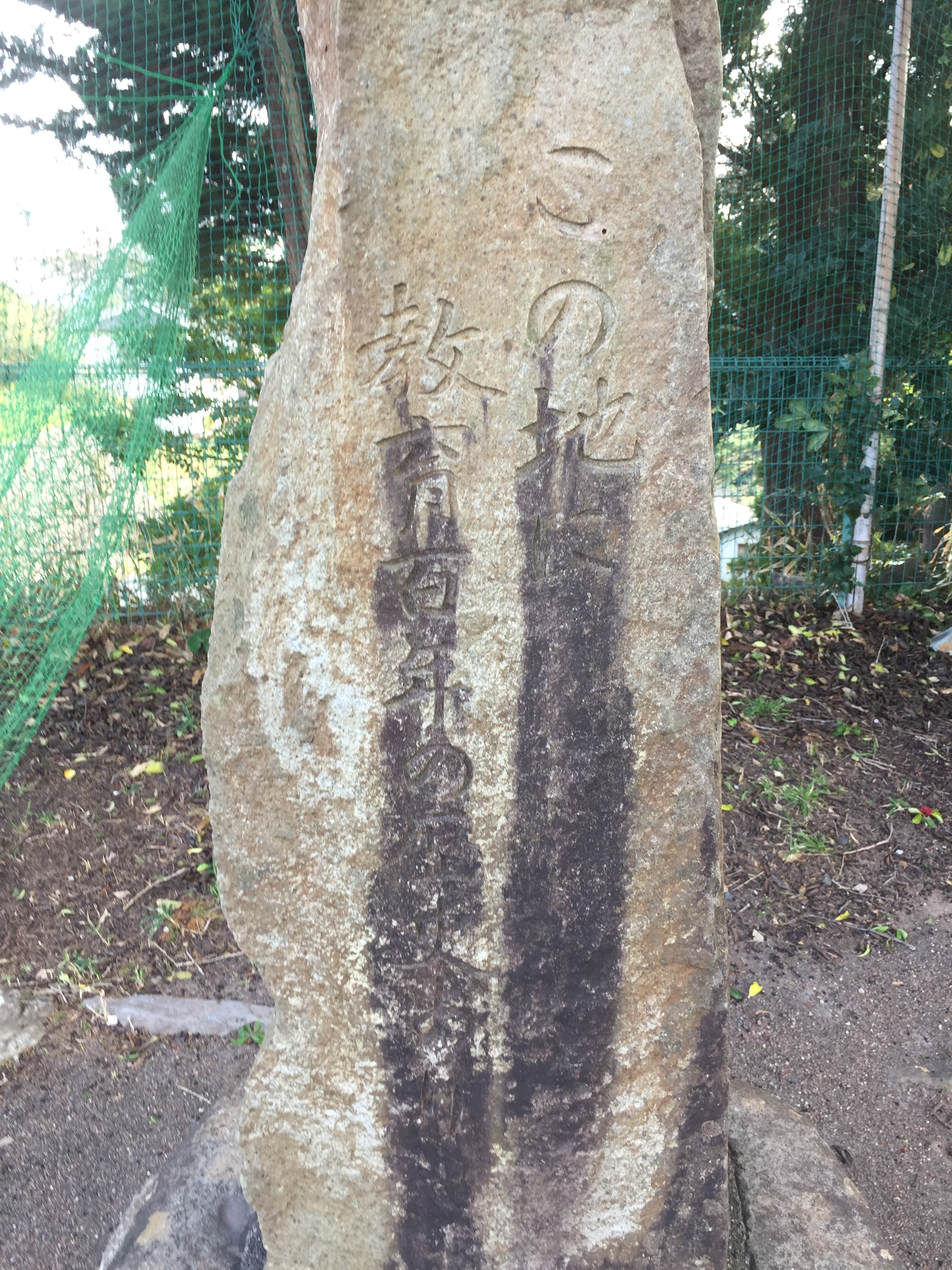
明治6年の変雍舎から数えて100年の昭和48年に、正門脇に建立された。

1873年（明治6年）の変雍舎の創立から数えて100年の1973年（昭和48年）に建立。「この地に教育100年の歴史あり」と記されている。

### ソメイヨシノ植樹
1966年（昭和41年）2月15日、PTAの奉仕作業で笹を刈った運動場西側斜面に、6年生と教員で100本のソメイヨシノの苗木を植えた。

## 学区
- 白浜

## 周辺
- 白浜大浜海水浴場
- 白浜中央海水浴場
- 板戸海水プール
- 白濱神社
- 白浜漁港